# 阿莱西亚·扎伊特萨娃
阿莱西亚·扎伊特萨娃（1985年8月14日—），白俄羅斯女子羽毛球運動員。

## 簡歷
1993年，8歲的阿莱西亚·扎伊特萨娃開始打羽毛球；至1995年首次參加白俄羅斯全國青年比賽。
2012年，阿莱西亚·扎伊特萨娃代表白俄羅斯出戰英國倫敦舉行的奥林匹克运动会羽毛球比賽女子單打項目，在小組賽階段先後負於保加利亞的佩蒂娅·内德尔奇娃和印尼的阿德里安蒂·菲尔达萨里，兩戰全敗出局。
2013年8月，阿莱西亚·扎伊特萨娃參加中國廣州舉行的世界羽毛球錦標賽，出戰女子單打項目，在首圈就以0比2（13-21、14-21）負於俄羅斯的奥尔佳·戈洛瓦诺娃出局。

## 主要比賽成績
只列出曾進入準決賽的國際賽事成績：
| 年份   | 賽事                   | 公開賽級別 | 項目     | 拍檔                      | 成績   |
| ------ | ---------------------- | ---------- | -------- | ------------------------- | ------ |
| 2009年 | 斯洛伐克羽毛球公開賽   | 未來系列賽 | 女子單打 | －                        | 冠軍   |
| 2009年 | 斯洛伐克羽毛球公開賽   | 未來系列賽 | 混合雙打 | Aliaksei Konakh           | 亞軍   |
| 2010年 | 克羅地亞羽毛球國際賽   | 國際系列賽 | 女子單打 | －                        | 準決賽 |
| 2010年 | 哈爾科夫羽毛球國際賽   | 國際挑戰賽 | 女子單打 | －                        | 準決賽 |
| 2010年 | 哈爾科夫羽毛球國際賽   | 國際挑戰賽 | 混合雙打 | Aliaksei Konakh           | 準決賽 |
| 2010年 | 斯洛伐克羽毛球公開賽   | 未來系列賽 | 女子單打 | －                        | 準決賽 |
| 2010年 | 斯洛伐克羽毛球公開賽   | 未來系列賽 | 混合雙打 | Aliaksei Konakh           | 亞軍   |
| 2010年 | 保加利亞羽毛球國際賽   | 國際挑戰賽 | 混合雙打 | Aliaksei Konakh           | 準決賽 |
| 2011年 | 斯洛文尼亞羽毛球國際賽 | 國際系列賽 | 女子單打 | －                        | 準決賽 |
| 2011年 | 立陶宛羽毛球公開賽     | 國際系列賽 | 混合雙打 | Aliaksei Konakh           | 準決賽 |
| 2012年 | 羅馬尼亞羽毛球國際賽   | 國際系列賽 | 女子單打 | －                        | 準決賽 |
| 2012年 | 保加利亞羽毛球公開賽   | 國際系列賽 | 女子單打 | －                        | 冠軍   |
| 2012年 | 白夜羽毛球賽           | 國際挑戰賽 | 女子單打 | －                        | 準決賽 |
| 2012年 | 斯洛伐克羽毛球公開賽   | 未來系列賽 | 女子單打 | －                        | 冠軍   |
| 2014年 | 立陶宛羽毛球國際賽     | 未來系列賽 | 女子單打 | －                        | 亞軍   |
| 2015年 | 立陶宛羽毛球國際賽     | 未來系列賽 | 女子單打 | －                        | 亞軍   |
| 2015年 | 巴林羽毛球國際系列賽   | 國際系列賽 | 女子單打 | －                        | 準決賽 |
| 2015年 | 巴林羽毛球國際系列賽   | 國際系列賽 | 混合雙打 | 阿图耶姆·萨瓦秋金         | 亞軍   |
| 2016年 | 愛沙尼亞羽毛球國際賽   | 國際系列賽 | 女子單打 | －                        | 準決賽 |
| 2016年 | 克羅地亞羽毛球國際賽   | 未來系列賽 | 女子單打 | -                         | 亞軍   |
| 2016年 | 拉脫維亞羽毛球國際賽   | 未來系列賽 | 女子單打 | －                        | 亞軍   |
| 2016年 | 拉脫維亞羽毛球國際賽   | 未來系列賽 | 女子雙打 | 阿纳斯塔西娅·切尔尼维卡亚 | 亞軍   |
| 2016年 | 保加利亞羽毛球國際賽   | 未來系列賽 | 女子單打 | －                        | 準決賽 |
| 2016年 | 土耳其羽毛球國際賽     | 國際系列賽 | 女子單打 | －                        | 準決賽 |
| 2017年 | 拉脫維亞羽毛球國際賽   | 未來系列賽 | 女子單打 | －                        | 準決賽 |
| 2017年 | 拉脫維亞羽毛球國際賽   | 未來系列賽 | 女子雙打 | 阿纳斯塔西娅·切尔尼维卡亚 | 亞軍   |
| 2017年 | 埃及羽毛球國際賽       | 國際系列賽 | 女子單打 | －                        | 準決賽 |
| 2017年 | 埃及羽毛球國際賽       | 國際系列賽 | 女子雙打 | 阿纳斯塔西娅·切尔尼维卡亚 | 冠軍   |
| 2018年 | 拉脫維亞羽毛球國際賽   | 未來系列賽 | 女子單打 | －                        | 亞軍   |
| 2018年 | 立陶宛羽毛球國際賽     | 未來系列賽 | 女子單打 | －                        | 準決賽 |
| 2018年 | 白俄羅斯羽毛球國際賽   | 未來系列賽 | 女子單打 | －                        | 準決賽 |
| 2018年 | 埃及羽毛球國際賽       | 國際系列賽 | 女子單打 | －                        | 亞軍   |
| 2018年 | 埃及羽毛球國際賽       | 國際系列賽 | 女子雙打 | 阿纳斯塔西娅·切尔尼维卡亚 | 準決賽 |
| 2019年 | 克羅地亞羽毛球國際賽   | 未來系列賽 | 女子雙打 | 阿纳斯塔西娅·切尔尼维卡亚 | 準決賽 |

| 2007-2017年 | 首要超級賽 | 超級賽 | 黃金大獎賽 | 大獎賽 | 國際挑戰賽 | 國際系列賽 | 未來系列賽 | 其他 |

| 2018-2026年 | 總決賽 | 超級1000賽 | 超級750賽 | 超級500賽 | 超級300賽 | 超級100賽 | 國際挑戰賽 | 國際系列賽 | 未來系列賽 | 其他 |

### 奧運會和世錦賽參賽紀錄
|          | 搭檔           | 2009 | 2010 | 2011 | 2012       | 2013 |
| -------- | -------------- | ---- | ---- | ---- | ---------- | ---- |
| 女子單打 | －             | 64強 | 64強 | －   | 小組第三名 | 48強 |
|          |                |      |      |      |            |      |
| 混合雙打 | Aleksei Konakh | 32強 | －   | 48強 | －         | －   |